# Clupeosoma sericialis
Clupeosoma sericialis is een vlinder uit de familie van de grasmotten (Crambidae). De wetenschappelijke naam van de soort is voor het eerst geldig gepubliceerd in 1896 door George Francis Hampson.